# Agouza
Agouza (arabiska: العجوزة) är ett mindre distrikt i guvernementet Giza utefter Nilen och utgör en del av storstaden Kairo. Området ligger relativt centralt på den västra Nilstranden mellan 6 oktober-bron och 15 maj-bron, gränsar mot distrikten Dokki i söder, Imbaba i norr och Mohandessin i sydväst. Trots att det gränsar till Mohandessin är det inte ansett som lika framstående.
Distriktet innefattar Egyptiska statscirkusen och Ballongteatern samt det brittiska konsulatet i Kairo.

## Historia

### Namnets ursprung
Under 1940- och 1950-talet satt det en gammal kvinna (Agouza på arabiska) på gatan utefter Nilstranden (Corniche) och sålde kaffe till förbipasserande bilar. När folk beskrev platsen för andra refererade man till att de "Jag är vid Agouza" och begreppet fastnade och gav platsen dess namn.

### Nawalgatan
Lilla Nawal dog vid 6 års ålder och hennes far Abdel Rehim Pacha Sabry var så nedslagen att han gav namn till sitt palats, nuvarande Nasr militärakademi, efter henne och därefter blev hela gatan, inklusive palatset, Nawalgatan.

## Kända platser

### Restauranger och klubbar
- Niema, serverar Shawarma och annan egyptisk mat
- Flying Fish, på cornichen
- Cairo Jazz Club[2]
- Sea Gull, på cornishen

### Bibliotek
- 6 oktober publika bibliotek